# Стегенка
Стегенка (пол. Stegienka, нім. Steegnerwerder) — село в Польщі, у гміні Стегна Новодворського повіту Поморського воєводства.
Населення — 297 осіб (2011).
У 1975-1998 роках село належало до Ельблонзького воєводства.

## Демографія
Демографічна структура станом на 31 березня 2011 року:
|          | Загалом | Допрацездатний вік | Працездатний вік | Постпрацездатний вік |
| -------- | ------- | ------------------ | ---------------- | -------------------- |
| Чоловіки | 166     | 30                 | 114              | 22                   |
| Жінки    | 131     | 21                 | 82               | 28                   |
| Разом    | 297     | 51                 | 196              | 50                   |